# 下诺夫哥罗德索道
下诺夫哥罗德索道（俄语：Нижегородская канатная дорога）是横跨伏尔加河、连接下诺夫哥罗德和博尔的索道。
索道为两岸居民提供除了已有的水上巴士（Речный Такси）渡轮服务、铁路和公路以外的渡河交通新方法。与公路运输相比，索道能耗仅为前者五分之一，票价则与铁路相当。
索道于2010年1月20日动工，2012年2月9日投入使用。

## 概述

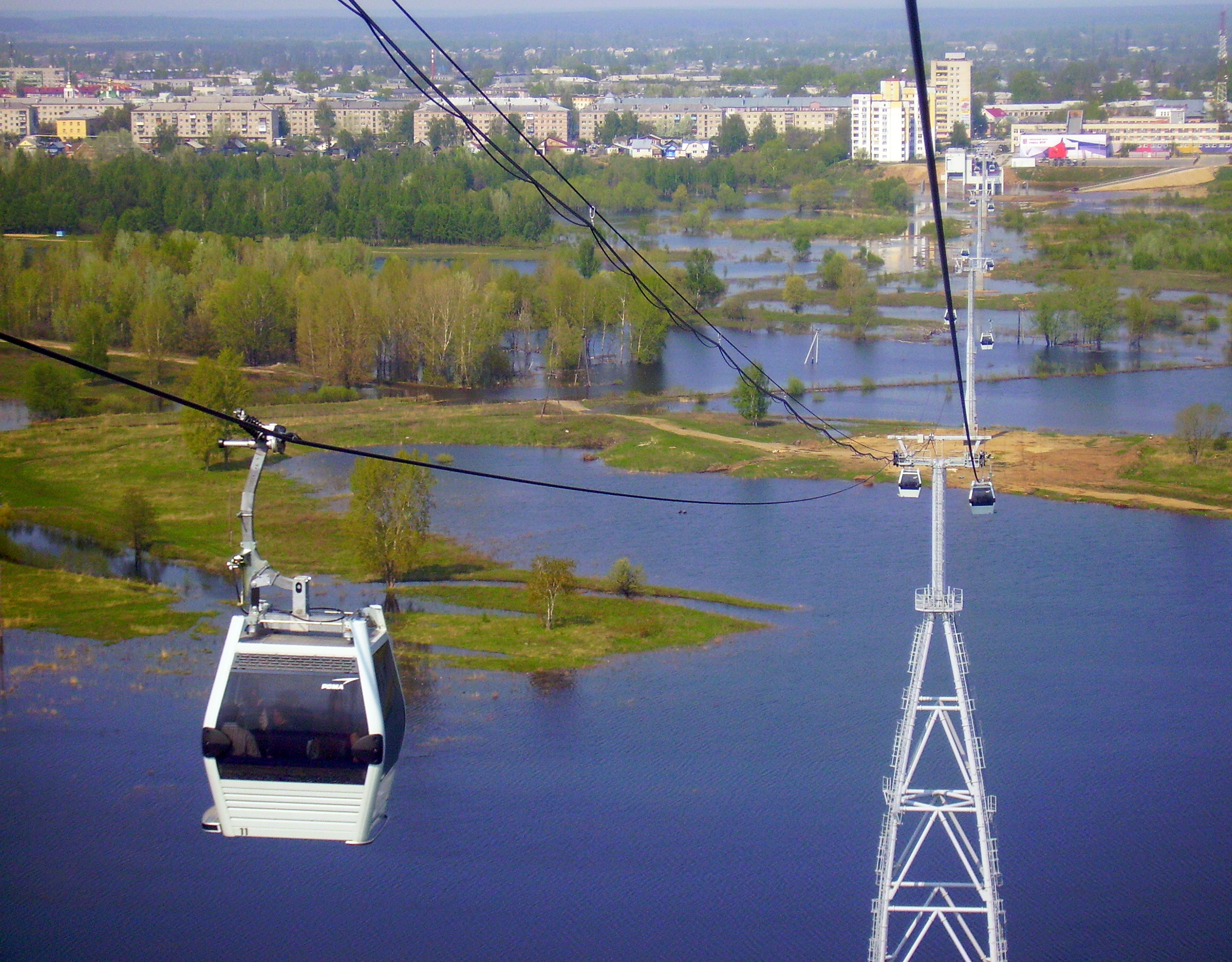
往博尔方向行驶的吊厢

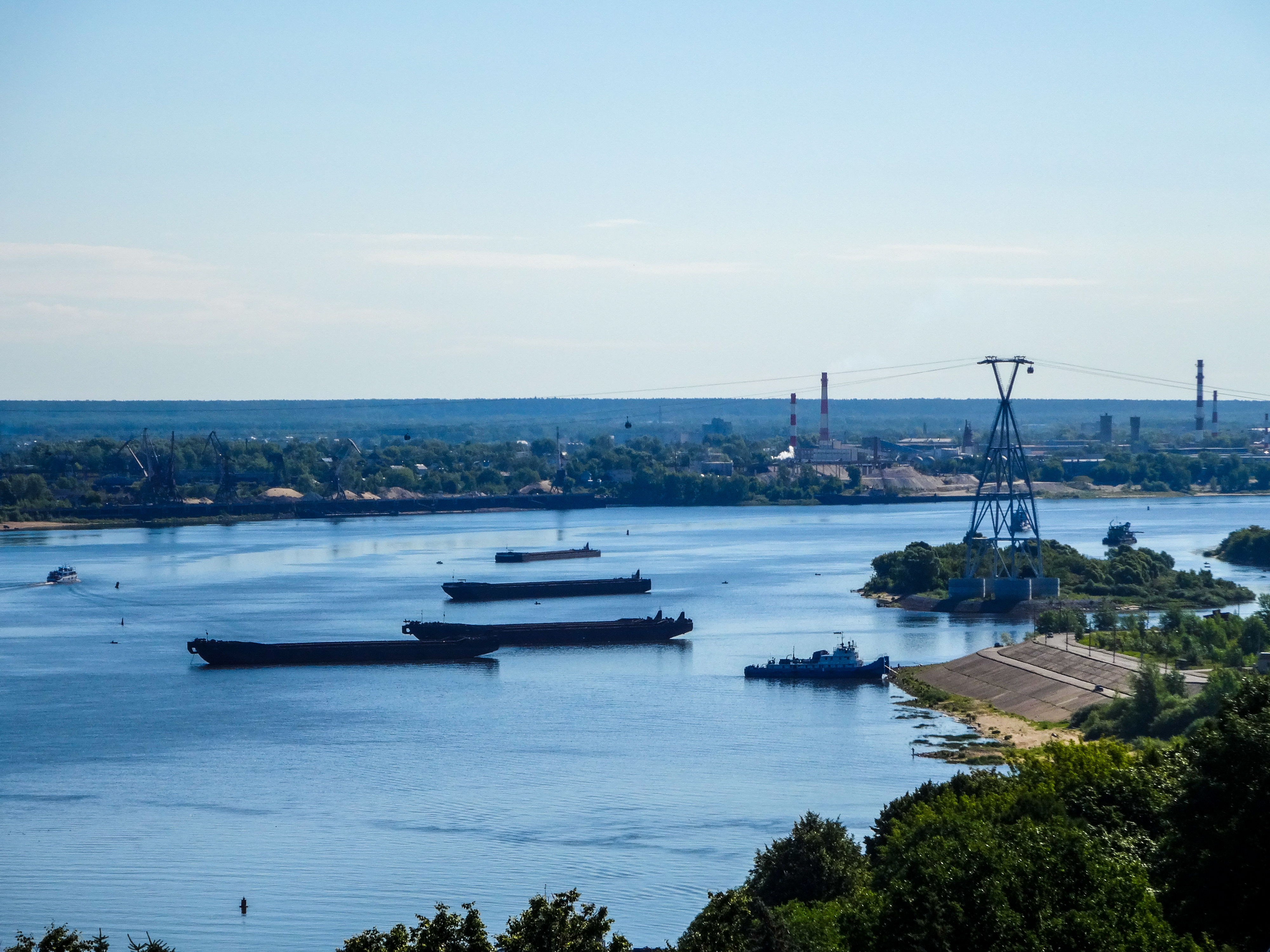
查看伏尔加河和索道。 2014年7月

下诺夫哥罗德索道全线共2个站，分别设在伏尔加河南岸的下诺夫哥罗德市和北岸博尔斯基县的博尔。总长3661米，索道两端海拔高差为62米，坡度为2%，总共设有高度7米至82米不等的10座支架。索道站与支架分别占用下诺夫哥罗德31.8公顷和博尔29.6公顷土地。索道启用初期每小时最大载客量约为500人次，目前已提升到1000人次。
下诺夫哥罗德索道使用MULTIX GD8缆索，直径54毫米，总长度7332米，每米重量10.92千克。
吊厢为法国波马嘉仕其（Pomagalski S.A.，简称Poma）的DIAMOND C8S-190型，最大可载8人。吊厢外高度2米，内高度为1.9米，重700千克。为索道启用初期有28个吊厢，现时已增加56个，并将最终增加到62个。每趟行程需要12.5分钟，最高行驶速度为5米/秒。两个吊厢间距离144米，约等于以最高速度行驶29秒。
在欧洲众多索道系统当中，下诺夫哥罗德索道不仅仅是少有的交通索道，还破了多项欧洲记录：欧洲最长的索道，海拔最高、最长的架空段。最长的一段架空段长达800米，两端海拔高度都超过95米，目前已申报吉尼斯世界记录。

## 建设

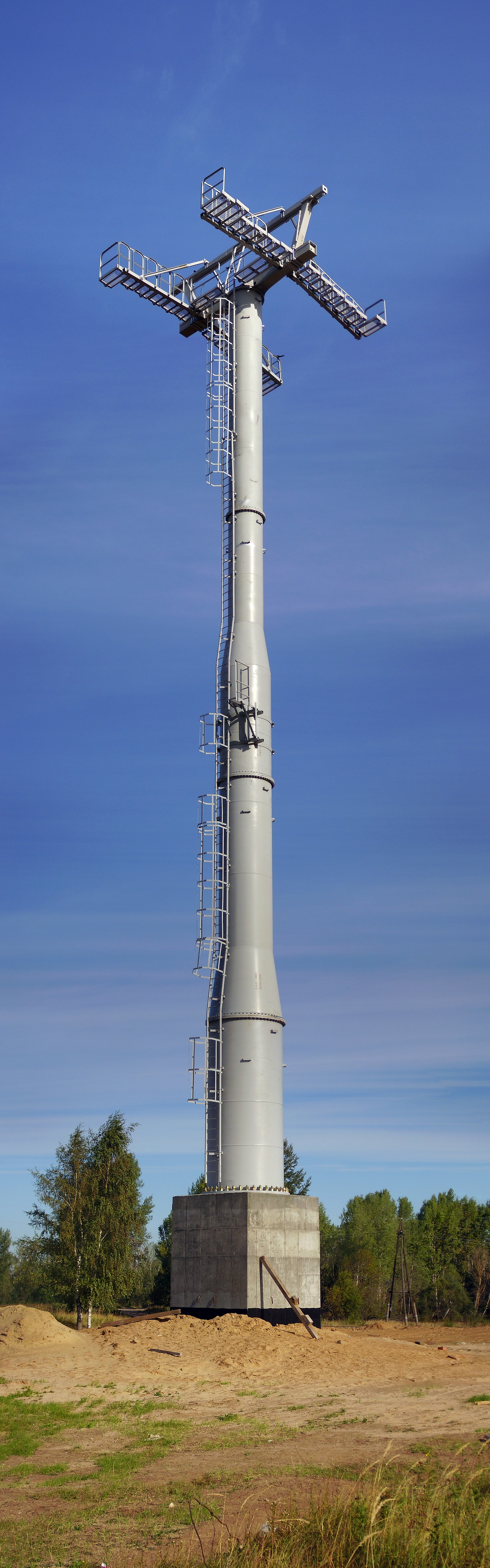
Т4缆索支撑塔，摄于2010年9月

2007年12月21日，法国波马公司提出兴建下诺夫哥罗德-博尔索道的计划。
2009年，别尔哥罗德的能源机械企业联合体（Энергомаш（页面存档备份，存于））完成索道图纸设计，并完成10根40米至80米不等的支架钢构件生产工作，共消耗钢铁560吨。
2009年11月4日，2件约6吨重、属于高达80米的T6、T7支架的部件通过公路运送到下诺夫哥罗德。截止当日，已有总计530吨的支架钢构件运到施工现场，预示索道施工在即。随着来自博尔斯基县和下诺夫哥罗德的施工许可先后在2009年12月22日和2010年1月12日发出，下诺夫哥罗德-博尔索道正式开建。至2010年2月，支架的金属构件还在不断运送到博尔斯基，此时已有30%的设备运抵，并且法方还准备以海路运送更多物资。
索道最初计划在2010年9月开通，但由于2010年5月工程施工阶段计划书被送到中央接受专家再评审，因而计划被推延。

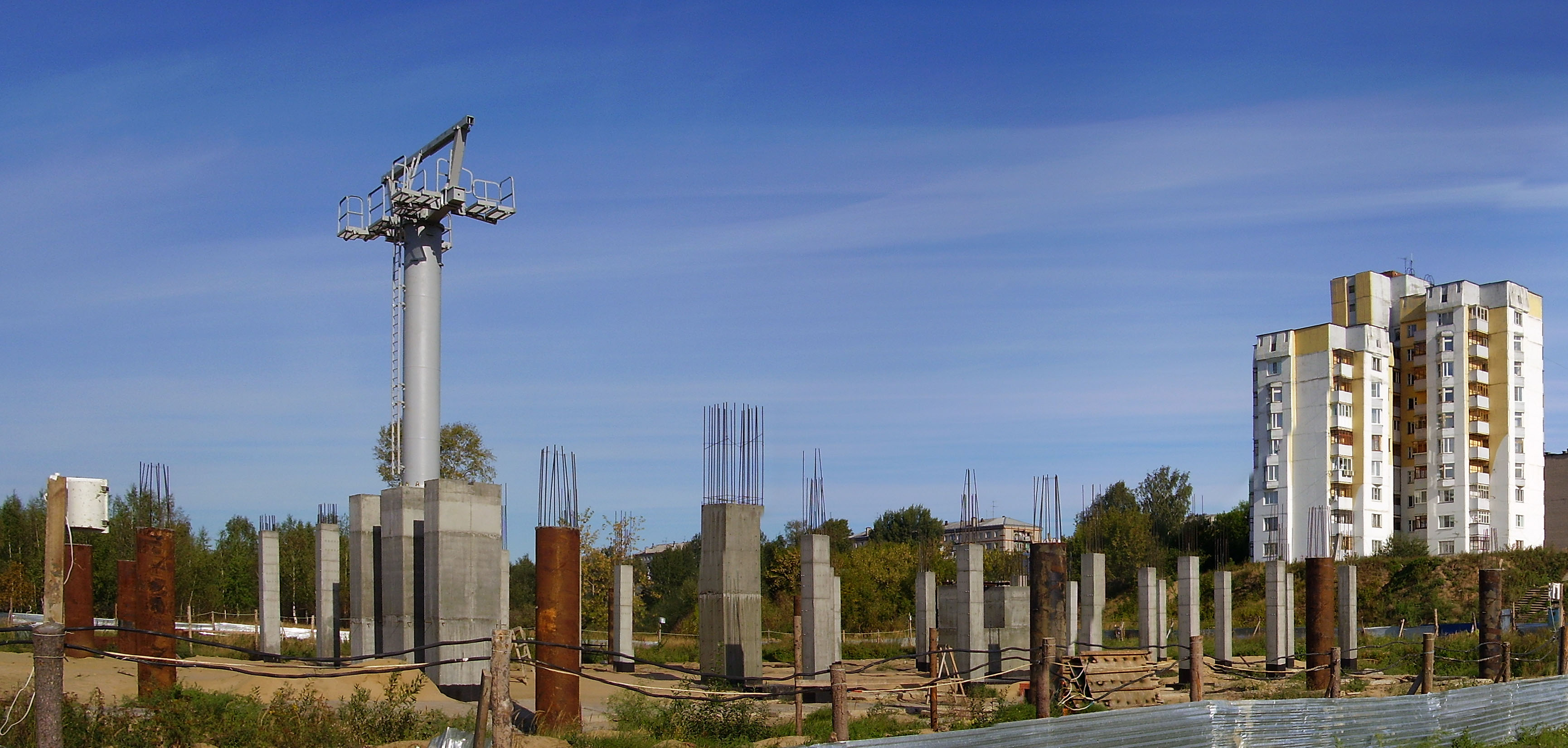
建设中的博尔索道站

根据下诺夫哥罗德索道公司负责人帕维尔·佛米切夫的说法，直至2010年12月，所有支架的安装工作已全部完毕。开通时间推延到2011年第二季度。但因为T7支架的安装仍未完成，开通时间再度推迟。纵观整个工程，一共使用了78辆平板卡车运输支架钢构件，其他设备则用了47辆卡车，而缆索的运输则同时使用铁路与海路运输。
2011年9月，施工方动用卡-32T直升机开始架设缆索。在此之前，米-8和卡-32直升机已成功协助完成了T6和T7支架的安装。在随后几天、每天三小时的施工时间内，缆索在空中通过支架越过伏尔加河。
原本索道首次测试运行时，第一位“乘客”应该是作为测试载荷的沙包，但真正的第一位乘客却是下诺夫哥罗德州州长瓦列里·尚采夫）。2011年12月2日，他在其余15位官员的陪同下进行试乘，中途还出现索道停驶的情况。按计划，10天后索道将迎来市民的考验。
经过3个月的测试，2012年2月9日，下诺夫哥罗德-博尔索道正式开通。

## 运营
索道运营初期出现过多起意外。2月9日开通一周后，2月15日索道因河面上的风力过大，触发了自动保护而停运。事后，两艘由洛戈普罗姆-博尔斯基渡轮公司派出的气垫船“西福斯-10”号和“西福斯-48”号马上赶往博尔，把准备乘坐索道过河的旅客送往对岸的下诺夫哥罗德。两艘气垫船行驶了60趟，接送超过500名乘客渡过早已冻结的伏尔加河。2月25日，同类意外再度发生：在狂风的袭击下索道一天内9次停运，导致索道不得不停摆几个小时。
2月29日更出现了险情：载着乘客的索道停在空中长达2小时。在紧急救援的协助下，大约60名被困乘客得以回到地面。据调查，事故是由于位于博尔的驱动站一个传感器故障所致。
3月22日，一架贝尔407直升机在索道附近数百米处坠毁。这场事故没有影响索道运作。
时至5月，索道每日接待旅客数量已接近极限。5月3日，下诺夫哥罗德索道迎来第十万名乘客。这位幸运的乘客除了获得一份证书以外，还免费获赠了一张10次多程票。
2013年2月，索道累计乘客突破100万人次。

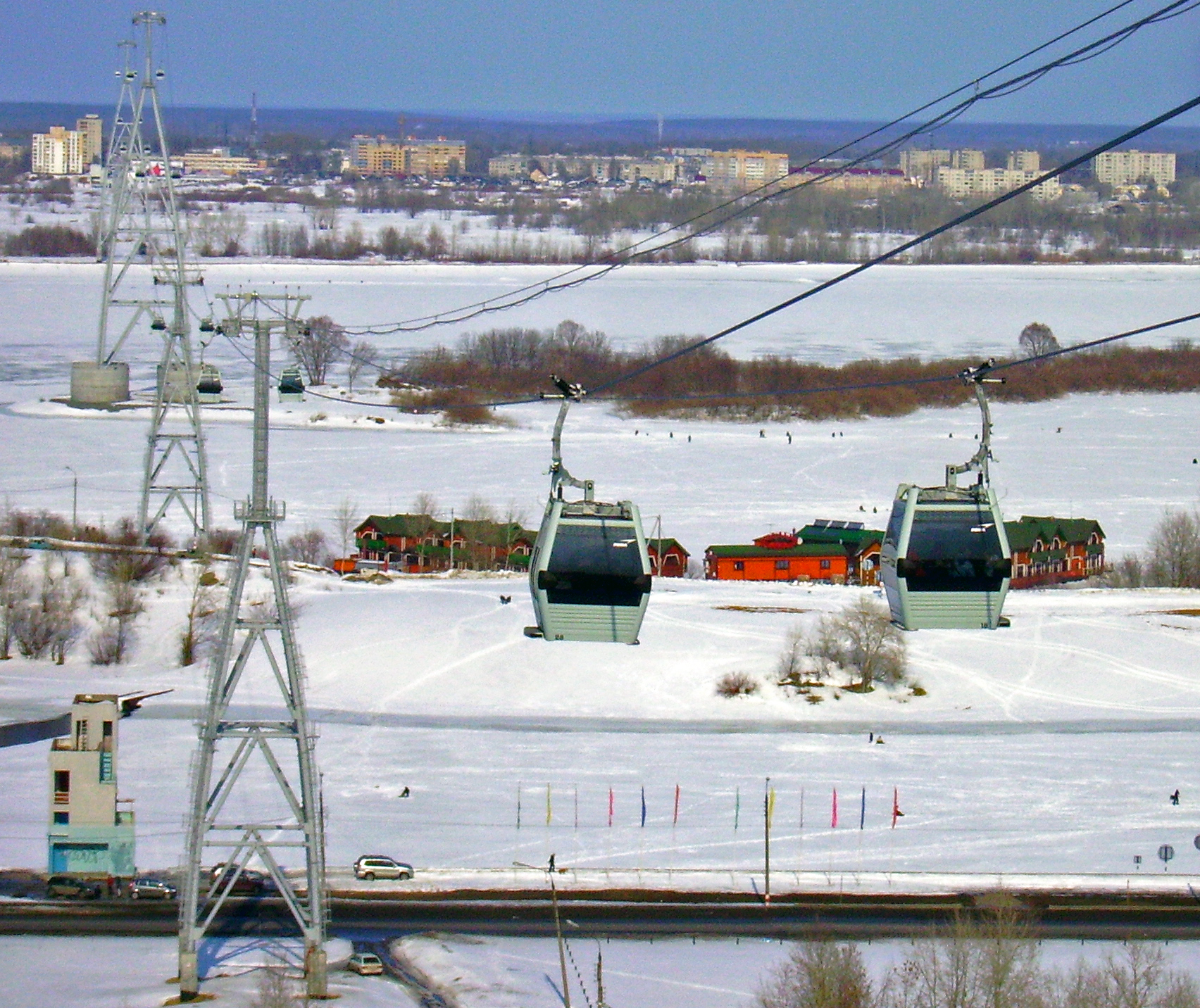
冬天里的索道
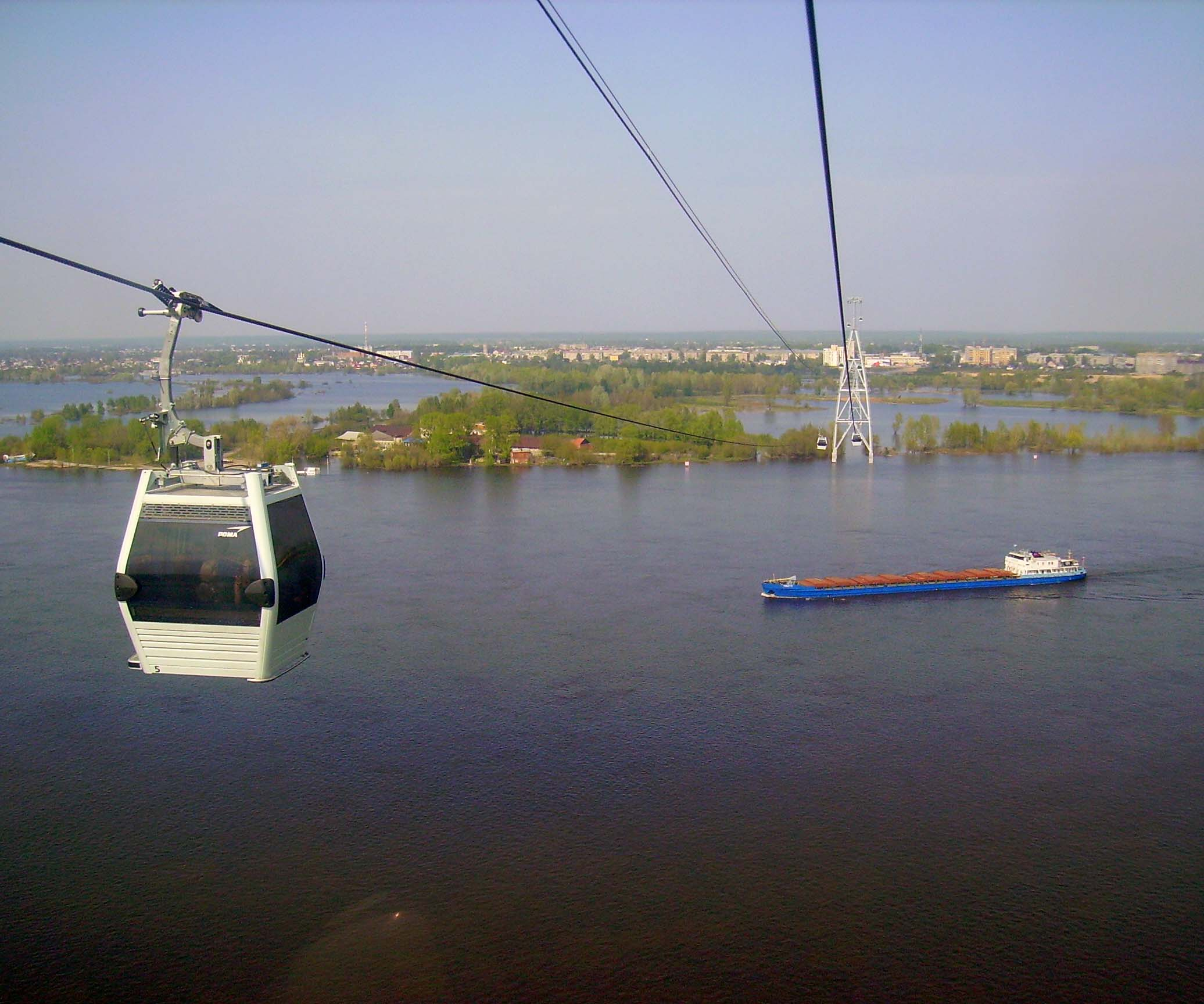
俯瞰伏尔加河
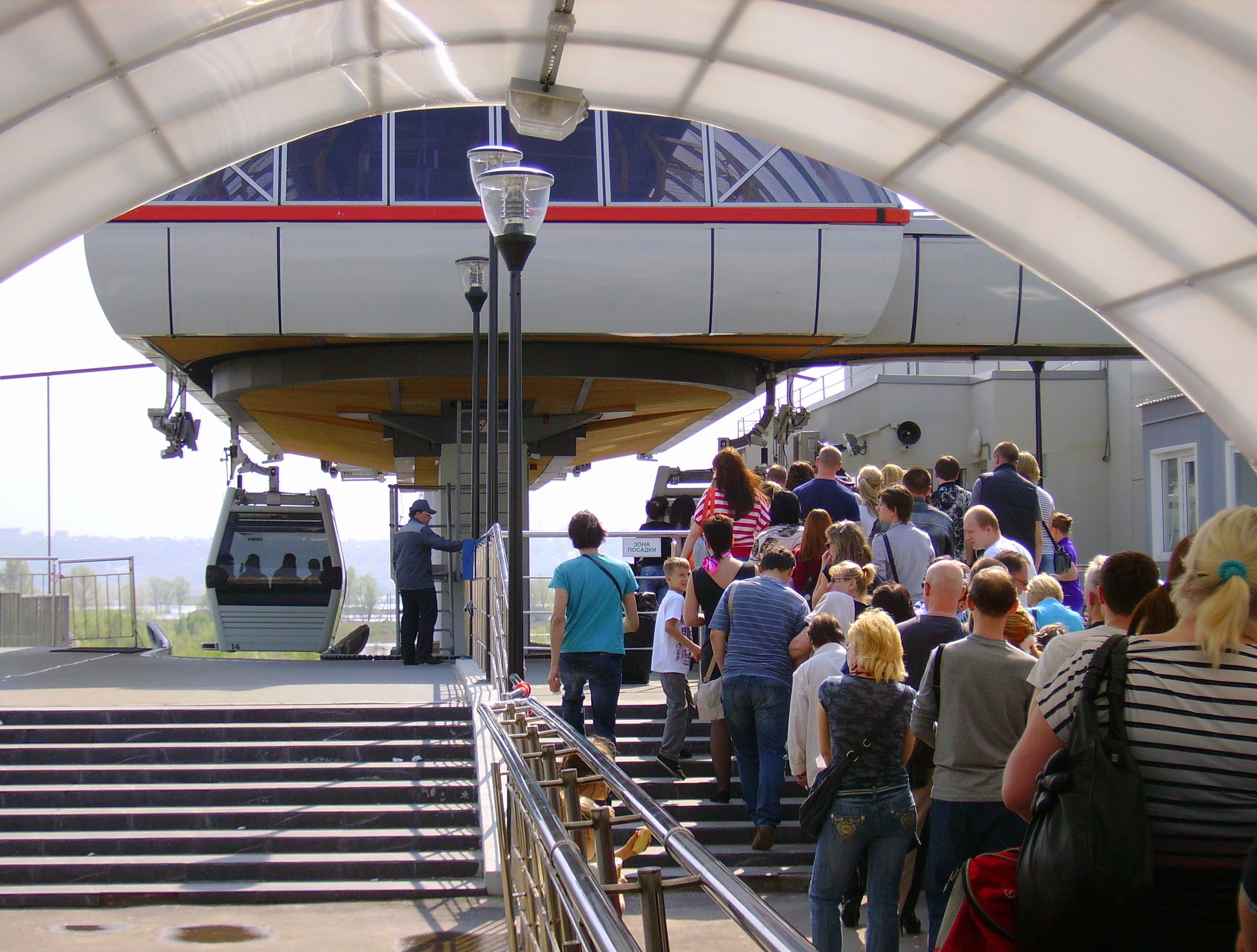
博尔索道站的乘客
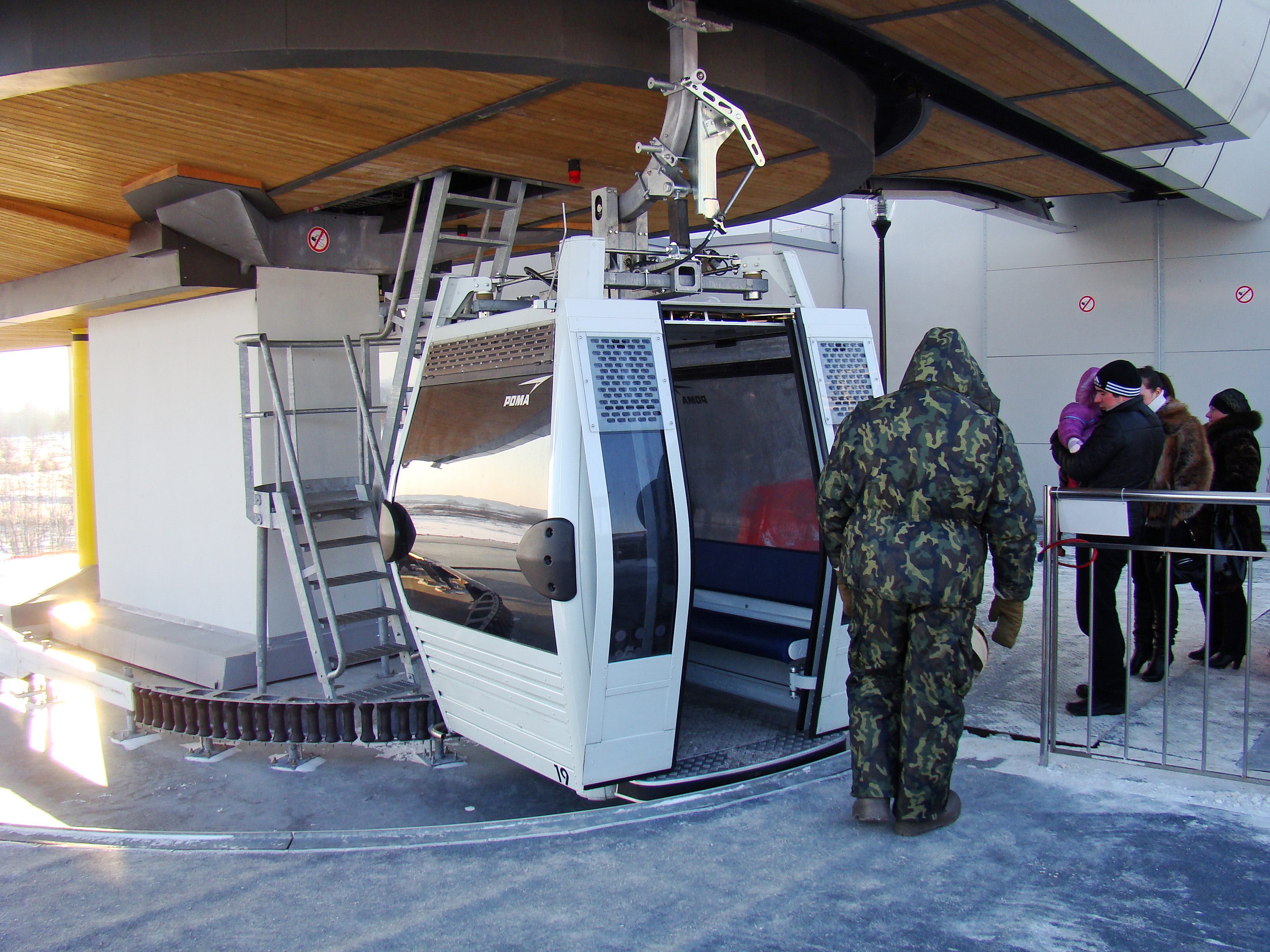
一名乘客在博尔站登上吊厢
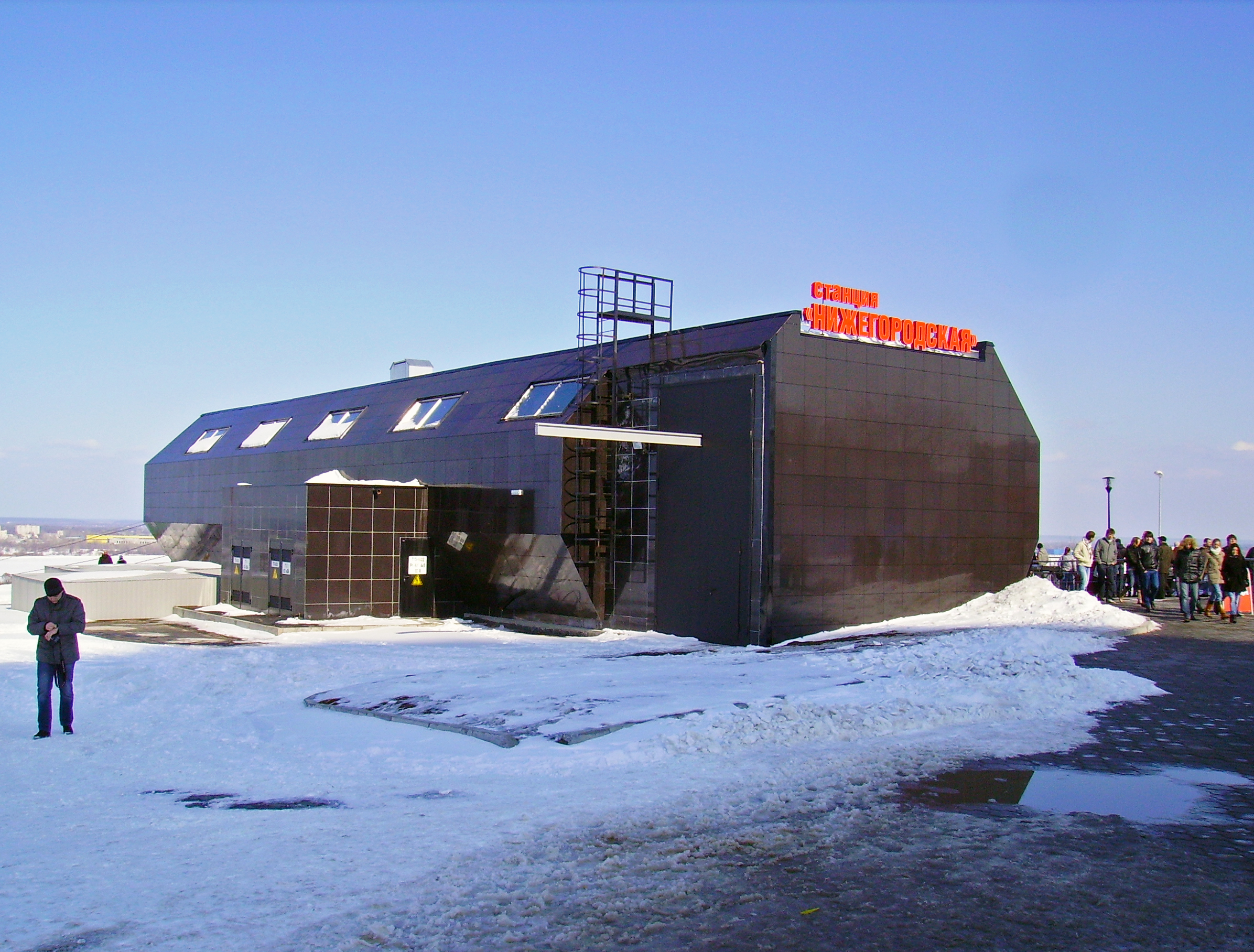
下诺夫哥罗德索道站

## 运营时间
- 周一至周四：6:45 - 21:00
- 周五及周六：6:45 - 22:00
- 周日及节假日：9:00 - 22:00
- 每周一及周四11:00至13:00为技术维护停运时间。维护日当天10:45开始停止售票及进站，13:00恢复正常运营。 [30]

## 票价
索道开通初期，单程票为50卢布一张。2012年7月1日起，单程票价上涨至70卢布。
目前票价如下：
- 单程票：70卢布，当天有效。
- 多程票：
10次票：670卢布，有效期20天。
20次票：1280卢布，有效期40天。
30次票：1860卢布，有效期60天。
48次票：2880卢布，有效期60天。

以下乘客可免费乘车：
- 年龄小于7岁的儿童
- 苏联英雄、俄罗斯英雄、社会主义劳动英雄及三次劳动光荣奖章、战斗光荣奖章获得者。

此外还有需要申请获得的学生优惠次票，凭票可在当月内限次搭乘索道。